# Larvs landskommun
Larvs landskommun var en tidigare kommun i dåvarande Skaraborgs län.

## Administrativ historik
När kommunbegreppet infördes i samband med att 1862 års kommunalförordningar trädde i kraft inrättades över hela landet cirka 2 400 landskommuner.
I Larvs socken i Laske härad i Västergötland inrättades denna kommun.
Vid kommunreformen 1952 bildade den storkommun tillsammans med landskommunerna Längjum och Tråvad.
1 januari 1952 (enligt beslut den 20 oktober 1950) överfördes till Larvs landskommun från Lekåsa landskommun vissa områden omfattande 2,17 km², varav allt land. Folkmängden i området hade sedan tidigare räknats till Larvs landskommun och församling.
Larvs kommun bildades vid kommunreformen 1971 genom en ombildning av landskommunen. Redan den 1 januari 1974 upplöstes den och delarna  uppgick i Vara kommun.
Kommunkoden var 1952-1973 1605.

### Kyrklig tillhörighet
I kyrkligt hänseende tillhörde kommunen Larvs församling. Den 1 januari 1952 tillkom Längjums församling och Tråvads församling. Från 2002 till 2017 hade Larvs församling samma omfattning som Larvs landskommun sedan 1952.

## Geografi
Larvs landskommun omfattade den 1 januari 1952 en areal av 132,61 km², varav 131,51 km² land.

### Tätorter i kommunen 1960
| Tätort            | Folkmängd |
| ----------------- | --------- |
| Tråvad            | 416       |
| Fåglavik, del ava | 64        |

Tätortsgraden i kommunen var den 1 november 1960 19,0 procent.

## Politik

### Mandatfördelning i valen 1938-1970
| 8 | 12 |

| 20 |

| 20 |

| 19 |

| 6 | 6 | 8 |

| 20 |

| 9 | 5 | 11 | 7 | 3 |

| 35 |

| 9 | 2 | 9 | 6 | 9 |

| 33 |

| 6 | 2 | 11 | 5 | 11 |

| 33 |

| 8 | 11 | 7 | 9 |

| 33 |

| 8 | 12 | 6 | 9 |

| 34 |

| 8 | 14 | 5 | 8 |

| 31 |